# Ludlow (rivier)
De Ludlow is een rivier in de regio South West in West-Australië. De historische bosbouwnederzetting Ludlow waardoor de rivier stroomt is naar haar vernoemd.

## Geschiedenis
In 1829 arriveerde Frank (of Frederick) Ludlow als een van de eerste Europese kolonisten aan boord van de Parmelia in West-Australië. In 1834 verkende hij de streek waardoor de rivier stroomt. De rivier werd vermoedelijk naar hem vernoemd.

## Geografie
De rivier ontstaat op een hoogte van ongeveer 110 meter, nabij Claymore in de 'Whicher Range'. Ze stroomt ongeveer 30 kilometer in noordwestelijke richting en vormt de grens tussen de lokale bestuursgebieden City of Busselton en Shire of Capel. De Ludlow mondt uit in de 'Wonnerup Inlet' aan de Geographe Bay.
De Ludlow wordt door onder meer de 'Tiger Gully' gevoed.

## Ecologie
De rivier stroomt door het 'Vasse-Wonnerup drasland' dat onder de Ramsar-conventie wordt beschermd.
Slechts 5% van de oeverbegroeiing van de Ludlow is nog in zijn oorspronkelijke staat. De rivier heeft plaatselijk last van erosie en onkruid. Het water in de rivier varieert van zoet in de winter tot zout in de zomer.

## Klimaat
De streek kent een gematigd mediterraan klimaat met koele vochtige winters en hete droge zomers. De gemiddelde jaarlijkse neerslag varieert er van 1.100 mm aan de kust tot 700 mm in het binnenland.